# Uncharted (филм)
Uncharted је амерички акционо-авантуристички филм из 2022. године. Режију потписује Рубен Флајшер, по сценарију Рејфа Џадкинса, Арта Маркума и Мета Холовеја. Темељи се на истоименој серији видео-игара коју је развио тим Naughty Dog-а. Главне улоге глуме Том Холанд као Нејтан Дрејк и Марк Волберг као његов ментор, Виктор Саливан. Споредне улоге играју Софија Али, Тати Габријела и Антонио Бандерас. У филму, Саливан регрутује Дрејка у трци против корумпираног милијардера Сантјага Монкаде (Бандерас) и његове унајмљене плаћенице Џо Бредок (Габријела) да лоцира благо Магеланове експедиције.
Развој филма почео је 2008. године, а филмски продуцент Ави Арад је изјавио да ће радити са Sony Pictures-ом на развоју филмске адаптације серије видео-игара. Филм је ушао у компликован продукцијски процес, са разним редитељима, сценаристима и члановима глумачке екипе. Филмаџије попут Дејвида О. Расела, Нила Бергера, Сета Гордона, Шона Ливија, Дена Трахтенберга и Трависа Најта су првобитно били потписани за режију, док је Волберг требало да игра Дрејка у раној фази развоја. Холанд је добио улогу Дрејка у мају 2017, а Флајшер је био ангажован као редитељ почетком 2020. године. Снимање је почело у марту 2020, пре него што је убрзо заустављено, али се наставило у јулу и завршено тог октобра, са локацијама за снимање као што су студио Бабелсберг у Берлину, Шпанија и југоисточна Азија.
Uncharted је првобитно требало бити објављен 18. децембра 2020. године, али је неколико пута одлаган због пандемије ковида 19. Премијера филма била је у Барселони 7. фебруара 2022. године, а Sony Pictures Releasing га је објавио у биоскопима 18. фебруара. Con Film је објавио филм у биоскопима у Србији 17. фебруара 2022. године. Добио је помешане критике критичара, који су похвалили Холандову глуму, али су критиковали сценарио, кастинг и мањак оригиналности. Uncharted је зарадио 401,7 милиона долара широм света.

## Радња
Браћа Самјуел „Сем” и Нејтан „Нејт” Дрејк, потомци славног енглеског морепловца Франсиса Дрејка, ухваћени су од стране музејског обезбеђења приликом покушаја крађе прве мапе начињене након Магелановог пута око света. Сиротиште које скућава оба дечака избаци Сема. Пре него што оде, Сем обећа да ће се вратити Нејту и остави му прстен са гравуром „Sic Parvis Magna”.
Петнаест година касније Нејт ради као бармен у Њујорку и џепари имућне муштерије. Виктор „Сали” Саливан, ловац на богатство који је радио са Семом у потрази за благом које је сакрила Магеланова посада, објасни Нејту да је Сем нестао након што му је помогао да украде дневник Хуана Себастијана Елкана. Нејт, који је примио неколико разгледница од Сема током година, пристане да помогне Салију да пронађе његовог брата. Сали и Нејтан оду на аукцију да украду златни крст који је припадао Магелановој посади, где сретну Сантијага Монкаду, последњег потомка породице Монкада која је финансирала Магеланову експедицију, и Џо Бредок, вођу плаћеника које је унајмио Монкада. Бредокини људи приреде сачекушу Нејту, а Сали искористи настали метеж да украде крст.
Двојац отпутује у Барселону, где је благо наводно сакривено, и сретну Салијеву везу Клои Фрејзер, код које је други крст. Клои украде први крст од Нејта, али је мушкарци убеде да ради с њима. У међувремену Монкада сазна од свог оца да ће породично богатство бити донирано, те нареди Бредоковој да му убије оца, како би он наследио богатство. Нејт, Клои и Сали следе трагове из Елкановог дневника до Санта Марије дел Пи, где пронађу тајну крипту иза олтара. Нејт и Клои уђу, нађу врата-клопку и како их отворе, крипта бива поплављена водом. Сали им помогне да побегну пошто савлада сачекушу Бредокове. Употребивши два крста да откључају тајни пролаз, Нејт и Клои пронађу мапу према којој се благо налази на Филипинима. Клои изда Нејта и узме мапу, наговестивши да Сали крије неку тајну у вези Сема. Клои однесе мапу Монкади, откривши да и она ради за њега, што разљути Бредокову.
Сали избави Нејта и саопшти му да је њему и Сему, након што су пронашли Елканов дневник, Бредок приредила сачекушу; Сем је упуцан, а Сали је за длаку побегао. Монкада, Клои и Бредокина екипа пођу теретним авионом да нађу благо, али Бредок убије Монкаду, приморавши Клои да се сакрије. Нејт и Сали се у тајности укрцају у авион и Нејт се конфронтира са Бредок. Клои, која се сакрила од Бредок, пронађена је и долази до окршаја, док Сали побегне из авиона уз помоћ падобрана са мапом. Нејт и Клои су избачени из авиона током окршаја и пар заврши на тлу Филипина, где схвате да мапа не показује тачну локацију блага. Док Клои спава, Нејт открије тачну локацију блага посредством наговештаја које му је његов брат Сем оставио на разгледницама, али остави лажне координате за Клои, оправдано сумњајући у њену оданост. Он открије Магеланове бродове и изнова се сретне са Салијем. Бредок их прати, приморавши Нејта и Салија да се сакрију док њена екипа подиже бродове у ваздух.
Приликом њиховог бекства Сали запоседне један од хеликоптера, због чега Бредок нареди другом хеликоптеру да приступи ради акције укрцавања. Нејт се одбрани од њених плаћеника и обори други хеликоптер уз помоћ једног од бродских топова. Бредок баци сидро тог брода док се Нејт попне у хеликоптер. Сали баци једну врећу са покупљеним благом на Бредок, која падне у море и бива смрвљена када се брод откине и падне на њу. Док филипинске морнаричке јединице пристижу, Нејт и Сали побегну са неколико комада блага које су успели да потрпају у џепове, док је Клои остављена празних шака одлучивши да следи двојац.

## Улоге
| Глумац           | Улога                 |
| ---------------- | --------------------- |
| Том Холанд       | Нејтан Дрејк          |
| Марк Волберг     | Виктор „Сали” Саливан |
| Антонио Бандерас | Сантијаго Монкада     |
| Софија Али       | Клои Фрејзер          |
| Тати Габријела   | Џо Бредок             |
| Руди Панкоу      | Самјуел „Сем” Дрејк   |